# Jan Sztolcman
Jan Sztolcman (ou Jean Stanislaus Stolzmann) est un ornithologue polonais, né le 19 novembre 1854 à Varsovie et mort le 28 avril 1928.

## Biographie
En 1871, il voyage au Pérou à la demande du muséum de zoologie de l’université de Varsovie.